# غاري جوردن
غاري جوردن (بالإنجليزية: Gary Jordan)‏ هو لاعب دوري الرغبي بريطاني، ولد في 1946 في بارنسلي في المملكة المتحدة، وتوفي في 22 أبريل 2018.